# El Hachimia
El Hachimia (em árabe: الھاشمية) é uma cidade e comuna localizada na província de Bouira, Argélia. Segundo o censo de 2008, a população total da cidade era de 17 322 habitantes.